# Hôtel de ville de Neuf-Brisach
L'hôtel de ville de Neuf-Brisach est un monument historique situé à Neuf-Brisach, dans le département français du Haut-Rhin.

## Localisation
Ce bâtiment est situé au place du Marché et au 4, rue de l'Hôtel-de-Ville à Neuf-Brisach.

## Historique
L'édifice fait l'objet d'une inscription au titre des monuments historiques depuis 1932.